# Elvira Fortunato
Elvira Maria Correia Fortunato GOIH (Almada, Almada, 22 de julho de 1964), é uma política, cientista, investigadora e professora catedrática portuguesa. É especialista pioneira mundial na electrónica de papel, nomeadamente em transístores, memórias, baterias, ecrãs, antenas e células solares. É considerada a "mãe" do transístor de papel.
A 23 de março de 2022, com a apresentação do XXIII Governo Constitucional de Portugal, após as eleições legislativas portuguesas de 2022, foi nomeada Ministra da Ciência, Tecnologia e do Ensino Superior.
Foi vice-reitora da Universidade Nova de Lisboa.

## Biografia
Nasceu em Almada. Licenciou-se em Engenharia dos Materiais na Faculdade de Ciências e Tecnologia da Universidade Nova de Lisboa. Fez o doutoramento nas áreas de Microelectrónica e Optoelectrónica, orientado por Rodrigo Martins, em 1995.
É professora catedrática e investigadora na Faculdade de Ciências e Tecnologia da Universidade Nova de Lisboa. Foi nomeada Vice-Reitora da Universidade NOVA de Lisboa no dia 14 de Setembro de 2017.
A equipa de investigação do Centro de Investigação de Materiais (CENIMAT) liderada por Elvira Fortunato e Rodrigo Martins distinguiu-se pela descoberta do transístor de papel.
A 8 de junho de 2010 foi-lhe atribuído o grau de Grande-Oficial da Ordem do Infante D. Henrique.
É membro do Conselho das Ordens Nacionais portuguesas desde 9 de junho de 2016.
Foi distinguida em 2021 com o Prémio Pessoa relativo a 2020.

## Vida pessoal
Elvira Maria Correia Fortunato GOIH, nascida em Almada, Portugal, é uma renomada cientista e ministra de Ciência, Tecnologia e Ensino Superior. Ela se especializou em nanotecnologia e materiais avançados, com foco em eletrónica de papel, transístores, memórias, baterias, displays, antenas e células solares. Fortunato casou-se com o cientista Rodrigo Martins em 1986 e tem uma filha. Desde 2022, ela é ministra no XXIII Governo Constitucional de Portugal.
Fortunato é membro de várias academias de engenharia e ciências, como a Academy of Engineering, European Academy of Sciences, Lisbon Academy of Sciences e Academia Europaea. Ela também é editora associada e co-editora de várias revistas científicas. Desde 2017, ela é Vice-Diretora da NOVA University Lisbon, responsável pela coordenação da pesquisa.
Em 2022, Fortunato foi nomeada uma das 27 mulheres inspiradoras da Europa pelo atual governo francês da UE. Ela recebeu vários prêmios e distinções nacionais e internacionais, incluindo o prêmio Scientific Excellence em 2005, a citação do Parlamento Português em 2009, a adesão à Ordem de Príncipe Henrique em 2010, a presidência de Portugal Day em 2015, a Medalha Blaise Pascal em 2016, o Czochralski award em 2017 e o European Research Council grant em 2018. Em 2020, recebeu o Pessoa Prize, o prêmio cultural mais importante de Portugal.
Elvira Maria Correia Fortunato é uma das mais eminentes cientistas do seu tempo e sua contribuição para o avanço da ciência e da tecnologia é reconhecida globalmente.

## Prémios
- Prémio Seeds of Science (engenharia e tecnologia) atribuído pelo jornal Ciência Hoje.[3]
- Primeiro prémio na área de engenharia atribuído pela Agência Executiva do Conselho Europeu de Investigação (ERC).[3]
- 2010: Prémio Femina por mérito na ciência.[10][11]
- 2012: Prémio de Investigação Cidade de Almada[12][13]
- 2016: Medalha Blaise Pascal (ciência dos materiais) atribuída pela Academia Europeia das Ciências.[14]
- 2016: Foi uma das cientistas portuguesas homenageadas pelo Ciência Viva no livro exposição Mulheres na Ciência.[15]
- 2017: Medalha Czochralski (ciência dos materiais) atribuída pela Academia de Ciências Polaca em conjunto com o E-MRS (European Materials Research Society)
- 2020: Recebeu da Comissão Europeia com o Prémio Impacto Horizonte 2020, pela criação do primeiro ecrã transparente com materiais eco-sustentáveis.[16][17][18]
- 2020: Ganhou o Prémio "Estrecho de Magallanes" atribuído pelo Governo do Chile[19]
- 2020: Galardoada com o Prémio Carreira, no âmbito dos Prémios ACTIVA Mulheres Inspiradoras.[20]
- 2021: Foi-lhe atribuído o Prémio Pessoa 2020, pelas suas invenções entre as quais o transístor de papel e a electrónica transparente[21][22]
- 2021: Ganhou Prémio Mundial de Engenharia WFEO GREE Award Women da Federação Internacional de Engenharia (WFEO) [23]
- 2023: Ganha o Prémio Carreira e Reconhecimento atribuído pela Sociedade Portuguesa de Materiais.[24]
- 2025: distinguida com o Prémio As Mulheres Mais Influentes de Portugal, 2024.[25]